# Hell's Kitchen Mỹ (Mùa 3)

## Bếp phó và Maître d'hôtel
- Các Bếp phó – Scott Leibfried and Mary-Ann Salcedo
- Maître d'hôtel (bồi bàn trưởng) – Jean-Philippe Susilovic

## Các thí sinh
Mùa thứ ba có 12 thí sinh sau đây, họ được chia thành các đội tương ứng theo giới tính:
| Thí sinh               | Tuổi (tại thời điểm ghi hình) | Nghề nghiệp          | Quê nhà                           | Kết quả                             |
| ---------------------- | ----------------------------- | -------------------- | --------------------------------- | ----------------------------------- |
| Rahman "Rock" Harper   | 30                            | Executive Chef       | Spotsylvania Courthouse, Virginia | Quán quân                           |
| Bonnie Muirhead        | 26                            | Nanny/Personal Chef  | Santa Monica, California          | Á quân                              |
| Jennifer "Jen" Yemola  | 26                            | Pastry Chef          | Hazleton, Pennsylvania            | Bị loại trước trận Chung kết        |
| Julia Williams         | 28                            | Waffle House Cook    | Atlanta, Georgia                  | Bị loại sau buổi phục vụ thứ tám    |
| Joshua "Josh" Wahler   | 26                            | Jr. Sous Chef        | Miami Beach, Florida              | Bị đuổi trong buổi phục vụ thứ tám  |
| Bradley "Brad" Miller  | 25                            | Sous Chef            | Scottsdale, Arizona               | Bị loại sau buổi phục vụ thứ bảy    |
| Melissa Firpo          | 29                            | Line Cook            | New York, New York                | Bị loại sau buổi phục vụ thứ sáu    |
| Vincent "Vinnie" Fama  | 29                            | Nightclub Chef       | Milltown, New Jersey              | Bị loại sau buổi phục vụ thứ tư     |
| Joanna Dunn            | 22                            | Assistant Chef       | Detroit, Michigan                 | Bị loại sau buổi phục vụ thứ ba     |
| Aaron Song             | 48                            | Retirement Home Chef | Rancho Palos Verdes, California   | Nhập viện trước buổi phục vụ thứ ba |
| Edward "Eddie" Langley | 28                            | Grill Cook           | Atlanta, Georgia                  | Bị loại sau buổi phục vụ thứ hai    |
| Tiffany Nagel          | 27                            | Kitchen Manager      | Scottsdale, Arizona               | Bị loại sau buổi phục vụ đầu tiên   |

## Tiến độ thí sinh
Mỗi tuần, thành viên xuất sắc nhất (do Ramsay xác định) từ đội thua cuộc trong lần phục vụ gần nhất được yêu cầu đề cử hai người đồng đội của họ để loại bỏ; một trong hai người này được Ramsay gửi về nhà.
| Thứ hạng | Đầu bếp | Đầu bếp | Đầu bếp | Đầu bếp | Đội gốc | Đội gốc | Đội gốc | Đội gốc | Đội gốc | Chuyển đội | Chuyển đội | Cá nhân | Cá nhân | Chung kết |
| Thứ hạng | Đầu bếp | Đầu bếp | Đầu bếp | Đầu bếp | 301     | 302     | 303     | 304     | 305     | 306        | 307        | 308     | 309     | 310/311   |
| -------- | ------- | ------- | ------- | ------- | ------- | ------- | ------- | ------- | ------- | ---------- | ---------- | ------- | ------- | --------- |
| 1        |         |         |         | Rock    | THẮNG   | BoW     | THẮNG   | BoW     | THẮNG   | THUA       | THUA       | NOM     | IN      | QUÁN QUÂN |
| 2        |         |         |         | Bonnie  | THUA    | THẮNG   | THUA    | NOM     | NOM     | THẮNG      | NOM        | BoW     | IN      | Á QUÂN    |
| 3        |         |         | Jen     | Jen     | THUA    | THẮNG   | NOM     | BoW     | BoW     | THẮNG      | THUA       | IN      | LOẠI    |           |
| 4        |         |         | Julia   | Julia   | THUA    | THẮNG   | NOM     | THUA    | THUA    | THẮNG      | BoW        | LOẠI    |         |           |
| 5        |         |         | Josh    | Josh    | THẮNG   | NOM     | THẮNG   | NOM     | THẮNG   | NOM        | THUA       | EJEC    |         |           |
| 6        | Brad    | Brad    | Brad    | Brad    | THẮNG   | THUA    | THẮNG   | THUA    | THẮNG   | NOM        | LOẠI       |         |         |           |
| 7        |         | Melissa | Melissa | Melissa | BoW     | THẮNG   | THUA    | NOM     | NOM     | LOẠI       |            |         |         |           |
| 8        | Vinnie  | Vinnie  | Vinnie  | Vinnie  | THẮNG   | THUA    | THẮNG   | LOẠI    |         |            |            |         |         |           |
| 9        | Joanna  | Joanna  | Joanna  | Joanna  | NOM     | THẮNG   | LOẠI    |         |         |            |            |         |         |           |
| 10       | Aaron   | Aaron   | Aaron   | Aaron   | THẮNG   | THUA    | HOSP    |         |         |            |            |         |         |           |
| 11       | Eddie   | Eddie   | Eddie   | Eddie   | THẮNG   | LOẠI    |         |         |         |            |            |         |         |           |
| 12       | Tiffany | Tiffany | Tiffany | Tiffany | LOẠI    |         |         |         |         |            |            |         |         |           |

1. ↑  Đầu bếp tự đề cử

| Từ khóa - THẮNG = Thắng buổi phục vụ tối - THUA = Thua buổi phục vụ tối - BoB = Best of the Best, thường được miễn đề cử - BoW = Best of the Worst, đôi khi được miễn đề cử - IN = không được đề cử để loại bỏ - NOM = đề cử loại bỏ - LOẠI = loại bỏ bình thường - RỜI = Rời khỏi cuộc thi - HOSP = loại bỏ do nhập viện - EJEC = loại bỏ trong quá trình phục vụ | Chú thích màu Đầu bếp bị loại sau đề cử thường xuyên Đầu bếp bị loại sau đề cử của Ramsay Đầu bếp bị loại mà không được đề cử Đầu bếp bị loại trong quá trình phục vụ Đầu bếp rút khỏi cuộc thi Đầu bếp là Best of the Best/Worst Đầu bếp được giữ lại sau khi đề cử thường xuyên Đầu bếp được giữ lại sau đề cử của Ramsay Đề cử của đầu bếp đã bị hủy bỏ Người chiến thắng của Hell's Kitchen Á quân của Hell's Kitchen |

Ghi chú

## Các tập
| TT. tổng thể | TT. trong mùa phim | Tiêu đề                          | Ngày phát hành gốc  | Người xem tại U.S. (triệu) |
| ------------ | ------------------ | -------------------------------- | ------------------- | -------------------------- |
| 23           | 1                  | "12 Đầu bếp Cạnh tranh"          | 4 tháng 6 năm 2007  | 8.16                       |
| 24           | 2                  | "11 Đầu bếp Cạnh tranh"          | 11 tháng 6 năm 2007 | 8.85                       |
| 25           | 3                  | "10 Đầu bếp Cạnh tranh"          | 18 tháng 6 năm 2007 | 7.57                       |
| 26           | 4                  | "8 Đầu bếp Cạnh tranh"           | 25 tháng 6 năm 2007 | 7.43                       |
| 27           | 5                  | "7 Đầu bếp Cạnh tranh, Phần 1"   | 2 tháng 7 năm 2007  | 8.12                       |
| 28           | 6                  | "7 Đầu bếp Cạnh tranh, Phần 2"   | 9 tháng 7 năm 2007  | 7.51                       |
| 29           | 7                  | "6 Đầu bếp Cạnh tranh"           | 16 tháng 7 năm 2007 | 8.25                       |
| 30           | 8                  | "5 Đầu bếp Cạnh tranh"           | 23 tháng 7 năm 2007 | 8.89                       |
| 31           | 9                  | "3 Đầu bếp Cạnh tranh"           | 30 tháng 7 năm 2007 | 8.59                       |
| 32           | 10                 | "2 Đầu bếp Cạnh tranh"           | 6 tháng 8 năm 2007  | 8.90                       |
| 33           | 11                 | "Người chiến thắng được công bố" | 13 tháng 8 năm 2007 | 9.68                       |